# Festival Eurovisão de Jovens Dançarinos 2017
O Festival Eurovisão de Jovens Dançarinos 2017 (em inglês: Eurovision Young Dancers 2017) será o décimo-quinto Festival Eurovisão de Jovens Dançarinos a realizar-se a 16 de dezembro de 2017, em Praga. Esta é a segunda vez que a República Checa é anfitriã de um concurso eurovisivo.
O evento é destinado a jovens bailarinos com idades entre 16 e 21 anos, competindo em danças modernas, seja sozinho ou em pares, enquanto eles não se dedicarem profissionalmente á dança.

## Lista de países provisoriamente confirmados
| País participante    | Artista            | Coreógrafo(s) | Data da seleção |
| Canais transmissores | Dança              | Coreógrafo(s) | Data da seleção |
| -------------------- | ------------------ | ------------- | --------------- |
| Alemanha             | -                  | -             | -               |
| ARD                  | -                  | -             | -               |
| Chéquia              | -                  | -             | -               |
| ČT                   | -                  | -             | -               |
| Eslovénia            | Patricija Crnkovič | -             | -               |
| RTVSLO               | -                  | -             | -               |
| Malta                | -                  | -             | -               |
| PBS                  | -                  | -             | -               |
| Noruega              | -                  | -             | -               |
| NRK                  | -                  | -             | -               |
| Polónia              | Paulina Bidzińska  | -             | -               |
| TVP                  | -                  | -             | -               |
| Portugal             | -                  | -             | -               |
| RTP                  | -                  | -             | -               |
| Suécia               | -                  | -             | -               |
| SVT                  | -                  | -             | -               |